# Dixie-Mission

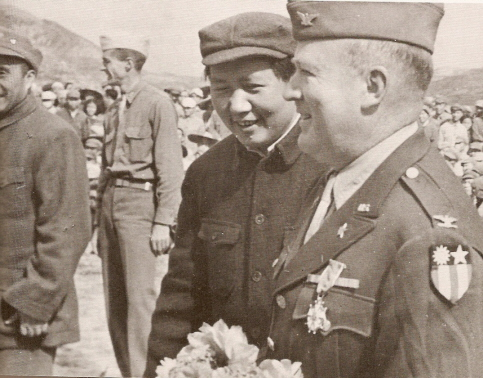
David D. Barrett und Mao Zedong in Yan’an, 1944

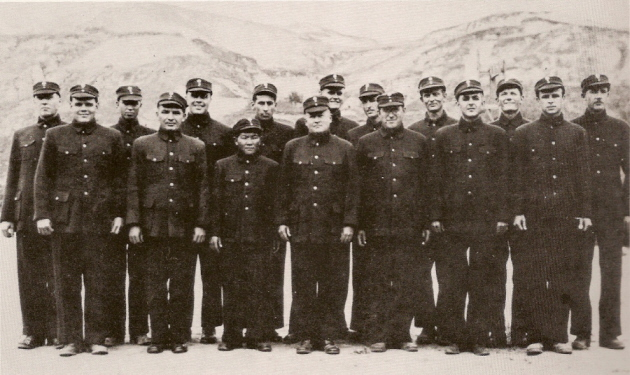
Mitglieder der Dixie-Mission in chinesischen Uniformen

Die Dixie-Mission (auch bekannt als The U.S. Army Observer Group to Yenan) unter der Leitung von US-Colonel David D. Barrett hatte die Untersuchung der Kommunistischen Partei Chinas zum Ziel.
Die Mission wurde während des Zweiten Weltkrieges am 22. Juli 1944 gestartet und dauerte bis zum 11. März 1947 an. Das Hauptquartier der Mission befand sich in der Gebirgsstadt Yan’an.
Zusätzlich zu dem Beziehungsaufbau waren weitere Ziele, die Kommunistische Partei China politisch und militärisch zu analysieren, um mögliche Bezugspunkte der USA für weitere Zusammenarbeit zu finden. John S. Service, vom Außenministerium der Vereinigten Staaten, war verantwortlich für die Analyse der politischen Situation und US-Colonel David D. Barrett der United States Army übernahm die Analyse der militärischen Stärke. Sie kamen zu dem Schluss, dass die Kommunistische Partei Chinas möglicherweise ein nützlicher Alliierter für die Kriegs- und Nachkriegszeit wäre. Die Situation in Yan´nan wurde insgesamt energiegeladener und weniger korrupt eingestuft als in den nationalistischen Gegenden der Kuomintang.
Nach dem Zweiten Weltkrieg wurden die Dixie-Berichte sowie Service und Barrett von der Pro-Kuomintang-Fraktion in der amerikanischen Regierung als kommunistisch verurteilt. Somit wurden viele Teilnehmer der Mission Opfer der McCarthy-Ära. Service wurde aus seiner Position im Außenministerium entlassen und Barrett wurde die Beförderung zum Brigadegeneral verweigert.
Unter die Dixie-Mission fallen auch die politischen Missionen von Patrick Hurley und George Marshall. Diese hatten vornehmlich das Ziel, die Kommunistische Partei Chinas und die Kuomintang zu vereinigen, beide Missionen schlugen allerdings fehl. Später hat die bloße Existenz der Dixie-Mission als positive Erinnerung zwischen der Verbindung von China und Amerika gedient. Erst während der Amtszeit von Präsident Richard M. Nixon wurden wieder offizielle Verbindungen aufgenommen. Veteranen der Dixie-Mission waren unter den ersten Amerikanern, die von der Volksrepublik China zu Besuch eingeladen wurden.

## Die Arbeit der Mission in Yan’nan
John Service arbeitete unter Vier-Sterne-General Joseph Stilwell als Diplomat für die amerikanische Botschaft in Chongqing. In den ersten drei Monaten sendete er mehrere Berichte nach Chongqing, mit denen er sofort eine Debatte auslöste. Da er die Kommunistische Partei Chinas lobte und sie mit europäischen Sozialisten verglich. Darüber hinaus würdigte er sie für eine reine und souveräne Gesellschaft im Kontrast zur Korruption und dem Chaos, welche sich ihm in den nationalistischen Gebieten, die von Chiang Kai-shek kontrolliert wurden, boten. Nachdem er Yan’nan besucht hatte, befürwortete Stilwell, dass die Vereinigten Staaten mit der Kommunistischen Partei Chinas zusammenarbeiten sollten, obgleich er nicht befürwortete, sich von Chiang Kai-Shek abzukehren. Unterstützt wurde seine Meinung von John Paton Davies. Stilwell wurde im Oktober 1944 von seinem Posten als oberster US-Repräsentant im China-Burma-Indien-Kriegsgebiet abberufen, Davies wurde 1954 vom damaligen Außenminister John Foster Dulles wegen seiner früheren Haltung in der Chinafrage entlassen.
US-Colonel David Barrett beurteilte das militärische Potential der Kommunisten, indem er Kriegsspiele zwischen kommunistischen Gruppen beobachtete und Kriegsschulen besuchte, um die Offizierskorps zu schulen. Barrett erkannte, dass die Kommunisten die massive ideologische Beeinflussung über die militärische Ausbildung setzten, aber er glaubte, dass amerikanische Berater die kommunistischen Soldaten zu exzellenten Kämpfern ausbilden könnten.
Die Amerikaner waren beeindruckt von den Angriffen der Kommunisten gegen Japan, die oftmals in Guerilla-Form durchgeführt wurden. Indes wurde die letzte kommunistische Militärkampagne gegen Japan vier Jahre vorher während der „Hundert-Regimenter-Offensive“ der chinesischen kommunistischen Armee durchgeführt. Nach desaströsen Resultaten vermieden die Kommunisten danach große Kampagnen gegen die Japaner.
Die Ankunft der Dixie-Mission in Yen’nan kann als erster Schritt des erfolgreichen amerikanischen Drucks auf die Kuomintang angesehen werden und bestätigte die Sicht der Führung der Kommunistischen Partei Chinas, dass sich die Politik der amerikanischen Regierung geändert hatte. Über die nächsten fünf Monate waren die Kommunisten in einer optimistischen Stimmung, die sowohl durch die positiven Militärperspektiven, als auch durch die Kooperation mit Washington generiert wurde. Die Kommunisten erfreuten sich ihrer aktuellen, direkten Verhandlungen mit Washington, und der Verbesserung der Beziehungen, die nun so gut waren, wie noch nie zuvor.

## Diplomatie während der Dixie-Mission

### Hurley-Mission
Am 7. November 1944 erreichte der frühere Kriegsminister und nunmehrige Sonderbotschafter Roosevelts Patrick J. Hurley Yan’nan. Er befand sich als Teil einer Einigung zwischen dem US-Vizepräsidenten Wallace und Chiang Kai-shek seit August auf verschiedenen Kriegsschauplätzen in Indien, China und Burma, um Chiang einen direkten Kommunikationskanal zu Roosevelt unter Umgehung Stilwells zu gewähren. Zuvor erfolgreich bei Verhandlungen im privaten Sektor, wurde Hurley nach China geschickt, um die Beziehungen zwischen chinesischen Kommunisten und Nationalisten zu verbessern, damit diese sich zu einer gemeinsamen Regierung vereinigten. Hurley begann seine Mission, ohne über nähere Kenntnisse über Ausrichtung der beiden Parteien zu verfügen, und hoffte, dass die Unterschiede zwischen den beiden Parteien nicht so groß wären wie die zwischen den amerikanischen Demokraten und Republikanern. Seine Vermittlungsversuche scheiterten im Herbst 1945 am Machtstreben der beiden verfeindeten Parteien und Hurley reichte Ende November 1945 seine Entlassung an Präsident Truman ein, nicht ohne unter anderem die Mitglieder der Dixie-Mission für seinen Misserfolg verantwortlich zu machen. Im Anschluss an die japanische Kapitulation vom September 1945 hatten die Kuomintang und die Kommunistische Partei Chinas ihren Bürgerkrieg wieder aufgenommen, den sie während der Einheitsfront zeitweilig beigelegt hatten.

### Marshall- und Wedemeyer-Mission

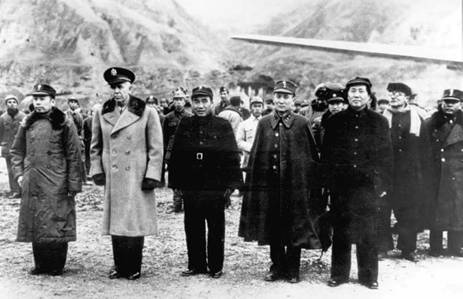
Marshall und Mao in Yan’an, 1946

Im Dezember 1945 sandte Truman General George C. Marshall nach China, um eine Waffenruhe zu verhandeln und eine vereinigte Regierung zwischen der Kommunistischen Partei und der Kuomintang zu bilden. Marshall, der den größten Teil seiner Zeit in Chongqing verbrachte, wurde bei seinen Besuchen in Yan’an durch die Dixie-Mission empfangen, um Fühlung mit den Kommunisten aufnehmen zu können. Marshall scheiterte mit seinen Bemühungen, einen langfristigen Kompromiss zu entwickeln, an der Intransigenz der beiden Parteien, ebenso wie Hurley vor ihm. Somit wurde der Bürgerkrieg wieder Alltag.
Nach Marshalls Rückkehr entsandte Truman einen weiteren Vertreter nach China, General Albert Wedemeyer, der US-amerikanischen Truppen in China während des Krieges befehligt hatte. Wedemeyer berichtete, dass US-amerikanischen Interessen am besten durch die fortlaufende Unterstützung für die Nationalistische Regierung erfüllt würden, aber Truman hielt den Bericht unter Verschluss, weil er sich nicht einseitig festlegen, sondern lieber abwarten wollte, wer den Bürgerkrieg gewinnen würde. Nach dem Besuch Wedemeyers wurden die US-Operationen in Yan'nan beendet und alles liquidiert, was an Bord einer C-47 nicht transportiert werden konnte. Am 11. März 1947 verließen die letzten Mitglieder der Dixie-Mission Yan'nan.

## Auswirkungen
Die Dixie-Mission hatte große Wirkung für alle Teilnehmer der amerikanischen Seite aber auch für China. In Amerika trug die Dixie-Mission zur nationalen Angst vor dem Kommunismus (auch als die Periode der „Roten Angst“ bekannt) von 1950 bis 1960 bei. Viele Teilnehmer wurden als Kommunisten angeklagt. Erst 1970 mit der Amtszeit von Präsident Richard M. Nixon wurde die Mission in neues Licht gerückt und die Teilnehmer wurden wichtige Informationsquellen, um Beziehungen mit China aufzubauen. Viele von ihnen waren unter den ersten Amerikanern, die nach 20 Jahren eingeladen wurden, China zu besuchen. In China wird die Dixie-Mission als positive Zeit zwischen den zwei Nationen gesehen und ist ein Symbol Sino-Amerikanischer Zusammenarbeit.

## Namensgebung
Der Name Dixie-Mission leitet sich wie folgt ab: „Dixie“ war der Spitzname der Amerikaner für die kommunistischen Gebieten in China. Der Name „Dixie“ entsprach der Seite der Aufständischen und war aus dem Schlager „Is it true what they say about Dixie?“ entnommen. Darin heißt es, dass in Dixie „the sun really shines all the time“.